# Miguel Ezquerra
Miguel Ezquerra Sánchez (Canfranc, 10 de enero de 1913 – Madrid, 29 de octubre de 1984) fue un militar español que combatió en la Guerra Civil Española por el bando nacional y en la Segunda Guerra Mundial, como parte de la División Azul en apoyo de la Alemania nazi, primero, y posteriormente como voluntario de las Waffen-SS, donde alcanzó el grado de SS-Hauptsturmführer, equivalente al de capitán en la Wehrmacht.

## Biografía

### Guerra civil española
El 18 de julio de 1936 salió a la calle y pudo ver a soldados y tropas con la pistola al cinto. Entonces preguntó a un agente de la Guardia Civil conocido y se enteró de lo que estaba ocurriendo: una parte de los militares del Protectorado Español de Marruecos se había sublevado contra el gobierno de la Segunda República Española.
Ezquerra se reunió con sus camaradas falangistas en el Café Universal de Huesca, donde celebraron el golpe de Estado y entonaron el «Cara al Sol» hasta altas horas de la noche. Al día siguiente Zaragoza se había declarado a favor de los sublevados, y Ezquerra partió al centro de reclutamiento para alistarse.
Luchó en los frentes de Aragón, Madrid, Extremadura y Teruel, encuadrado en la 7.ª Bandera de Falange, llegando a ascender a alférez provisional. Al terminar la guerra fue destinado con una compañía a Málaga, donde recibió su licenciamiento.

### Posguerra en España
Ezquerra regresó a la vida civil como maestro de escuela. Inició una nueva vida con su esposa, con quien acababa de casarse, y poco a poco formó una familia de la que tendría dos hijas: Pilar y Consuelo. Al empezar la Segunda Guerra Mundial se presentó como voluntario en la embajada alemana de Madrid, en el afán de «compensar» el apoyo de la Alemania nazi durante la contienda civil al bando franquista.
En 1940, tras la caída de Francia, Ezquerra trabaja como profesor de español contratado por el Ministerio de Asuntos Exteriores en una escuela de Bayona. Su trabajo finalizó cuando los alemanes ocuparon el país y se formó el gobierno de la Francia de Vichy. El 22 de junio de 1941 Adolf Hitler le declaró la guerra a la URSS, iniciando la Operación Barbarroja. Ese mismo día Ramón Serrano Súñer, entonces ministro español de Asuntos Exteriores, declaró la famosa frase: «Rusia es culpable». Miles de españoles partieron como voluntarios en la División Azul, pero Ezquerra no fue seleccionado.

### Segunda Guerra Mundial
Durante todo el año 1941 Ezquerra, apelando a su experiencia en combate, presionó a la embajada alemana en Madrid para que le escogieran. Entonces, con los relevos de finales de 1942, fue destinado con el grado de teniente a una unidad antitanque. Desde Logroño partió hacia Alemania y después al Grupo de Ejércitos Norte del Frente Oriental, que se encontraba inmerso en el Sitio de Leningrado. Allí combatió en la Batalla de Krasni Bor. El 7 de octubre de 1943 Francisco Franco dio la orden de regresar a España a la División Azul.
En abril de 1944 cruza ilegalmente la frontera hispano-francesa junto con otros veteranos de la División Azul con destino a Burdeos y luego en tren a París, para unirse a la Unidad de Voluntarios Stablack, que se entrenaba en Königsberg (actual Kaliningrado). Posteriormente se separó a los españoles y Ezquerra fue enviado a Versalles a la espera de órdenes. Diez días después de su salida de España, Ezquerra fue admitido en la Wehrmacht. Su nuevo destino sería Prusia Oriental, donde fue integrado como oficial en un regimiento de 400 efectivos, de los cuales la mayoría eran también españoles. Durante esta etapa ayuda a cruzar la frontera a los voluntarios que deseaban, de manera ilegal, reincorporarse o incorporarse por primera vez a las filas alemanas.
Más tarde las Waffen-SS formaron la «Unidad Ezquerra», compuesta por 37 voluntarios españoles —incluyendo al propio Ezquerra— además de dos sargentos, cinco cabos y veintinueve soldados rasos. La Unidad Ezquerra fue integrada en la División Wallonien de las Waffen-SS, al mando del líder rexista belga Léon Degrelle.
Según Ezquerra, la llamada «Unidad Ezquerra» habría combatido en la Batalla de las Ardenas, que comenzó el 16 de diciembre de 1944. integrada en la División Wallonien. La misma noche de la ofensiva, la Unidad Ezquerra localizó y destruyó en el bosque de Las Ardenas a una formación de infantería estadounidense. Dicha acción costó a la unidad 3 muertos y 2 heridos, pero los norteamericanos habrían sufrido 300 bajas, muchos prisioneros y la pérdida de un parque de municiones para una división entera. La ofensiva en las Ardenas fue un costoso fracaso que mermó considerablemente los ya de por sí escasos recursos de que disponía la Wehrmacht. Después de la ofensiva, Ezquerra fue enviado al que sería su destino final: Berlín.
En la Batalla de Berlín, los últimos defensores del búnker de Hitler no fueron solo soldados alemanes, sino también voluntarios de diversas partes de Europa, entre ellos españoles de las SS, unos 500 voluntarios franceses de la División Charlemagne, encuadrados en la 11.ª División de Granaderos SS Nordland. Otros grupos integrados en esta división eran los escandinavos de la División "Nordland" y los letones de la antigua 15.ª División Waffen-SS.
Cuando se hizo evidente que la lucha había terminado, entre las ruinas humeantes de la Potsdamer Platz, a pocos metros del búnker de Hitler, las tropas al mando de Ezquerra comenzaron a rendirse. Los pocos españoles que sobrevivieron pasaron nueve años en campos de prisioneros de la URSS. Ezquerra fue apresado y se ordenó su deportación a la Unión Soviética, pero logró escapar cuando se encontraba en Polonia y finalmente pudo regresar a España.

### Vida posterior
Ezquerra fue el autor del libro Berlín: a vida o muerte, en el que narra sus experiencias durante la Batalla de Berlín. Se saben pocos datos sobre él respecto a su vida privada fuera de los campos de batalla. Ezquerra refirió siempre que recibió varios reconocimientos por su acción en batalla, así mismo sostiene que obtuvo la Cruz de Caballero de la Cruz de Hierro y la nacionalidad alemana otorgada personalmente por Adolf Hitler. No obstante, no se ha encontrado registro alguno donde consten estas condecoraciones.
Falleció en Madrid en 1984, a los 71 años de edad, y fue incinerado.
Desde 1995 sus restos reposan junto a los del resto de divisionarios en el Panteón de la División Azul del Cementerio de la Almudena, en Madrid.

## Dudas sobre la veracidad de sus afirmaciones
Algunos historiadores, como el estadounidense Kenneth W. Estes, cuestionan las afirmaciones hechas por el propio Ezquerra, ya que nunca se ha encontrado evidencia alguna que corrobore sus afirmaciones sobre el papel que desempeñó. Si bien nadie niega que estuvo presente en Alemania y que hubo una unidad de algún tipo que llevara su nombre, su rango real y participación en algunos eventos son muy cuestionables.

Ezquerra, por ejemplo, afirma haber sido ascendido de teniente a teniente coronel, oralmente, entre su llegada en 1944 a Stettin y el combate final en Berlín. Durante este tiempo, presuntamente sirvió en la unidad de operaciones especiales del Ejército, los "Brandenburgers", primero luchando contra los Maquis dentro y fuera de París, y luego con su unidad de comando española, luchando detrás de las líneas estadounidenses (!) En la Batalla de las Ardenas. Afirmó haber tenido contacto personal con Hitler, quien oralmente (por supuesto) le otorgó la Cruz de Caballero; Himmler, Goebbels y Berger; y haber visto a Martin Bormann y Artur Axmann. En los últimos días de la guerra, su "Unidad Ezquerra" - ahora absorbida por las Waffen-SS, (aunque todas sus promociones orales habían venido de oficiales del Ejército) estaba formada por tres compañías de españoles, algunas "Doriot Milice" [sic] y más españoles de la División Wallonien.

El historiador militar español Carlos Caballero Jurado especialista en la historia de la División Azul, ha calificado sus afirmaciones como «una desbordante fantasía», aunque reconoce como posible su participación en la Batalla de Berlín, añade que el encuentro con Hitler en el búnker donde unos días más tarde se suicidaría es básicamente mentira. «Puestos a inventar mentiras, mejor que estas sean muy grandes, pues las personas normales no pueden imaginar que nadie tenga tal desparpajo», añade el historiador español.
Así mismo, es muy cuestionable su participación en la Batalla de las Ardenas, por cuanto la División Wallonien, en cuyas filas supuestamente estaba integrada la llamada «Unidad Ezquerra», no participó en dicha batalla, además y teniendo en cuenta la gran bibliografía que existe actualmente sobre esta batalla, algún historiador habría escrito sobre su participación, especialmente sí, como él dice, su unidad le hubiera causado más de 300 bajas al ejército norteamericano.
Finalmente, el historiador Antony Beevor, ha negado la participación de voluntarios españoles en la Batalla de Berlín calificandolo de simple mito, a este respecto Beevor comentó, en una entrevista a un diario españolː «En todos los papeles que he visto no hay ninguna mención a españoles de las SS. Tampoco había españoles en los contingentes de la SS Nordland». Así mismo negó que hubiera voluntarios españoles integrados en la División Carlomagno «No, esos soldados de las SS pertenecían a la División Carlomagno y eran todos franceses, no había ningún español. Entrevisté a su comandante, Henri Fenet».